# Huso horario de Finlandia
| Azul claro | Hora europea occidental/Hora media de Greenwich (UTC±00:00)                                       |
| Azul       | Hora europea occidental/Hora media de Greenwich (UTC±00:00)                                       |
| Azul       | Hora europea occidental de verano/Horario de verano británico/Hora estándar irlandesa (UTC+01:00) |
| Rojo       | Hora central europea (UTC+01:00)                                                                  |
| Rojo       | Hora central europea de verano (UTC+02:00)                                                        |
| Amarillo   | Hora europea oriental/Hora de Kaliningrado (UTC+02:00)                                            |
| Caqui      | Hora europea oriental (UTC+02:00)                                                                 |
| Caqui      | Hora europea oriental de verano (UTC+03:00)                                                       |
| Verde      | Hora de Moscú/Hora de Turquía (UTC+03:00)                                                         |

Finlandia utiliza el horario de Europa oriental (EET por sus siglas en inglés) durante el invierno como hora estándar y el horario de verano de Europa oriental (EEST por sus siglas en inglés) durante el verano como horario de verano. Su hora estándar está dos horas adelantado del tiempo universal coordinado (UTC+02:00) y el horario de verano está tres horas por delante del tiempo universal coordinado (UTC+03:00). Finlandia adoptó la EET el 30 de abril de 1921 y ha adoptado el horario de verano en su alineación actual desde 1981, adelantando el reloj una hora a las (03:00 EET) el último domingo de marzo y retrocediéndolo a las 04:00 EET el último domingo de octubre, haciéndolo una hora antes durante los primeros dos años.
Antes del siglo XIX, cada localidad seguía su propio tiempo solar, lo que significaba que la diferencia horaria entre las localidades más occidentales y orientales de Finlandia era de treinta minutos. En el siglo XIX, se necesitaba una zona horaria única en toda Finlandia para coordinar los horarios del ferrocarril y el telégrafo, los cuales fueron recién inventados en esa época. En 1862, se adoptó la hora media 1:39:49.2 por delante del tiempo universal para el ferrocarril. Inicialmente se hicieron dos propuestas separadas para una zona horaria estándar por parte de la Dieta de Finlandia en 1888 y 1897, cuando Finlandia era un ducado autónomo del Imperio ruso. El 30 de abril de 1921, cuando el gobierno recién se independizó, Finlandia adoptó oficialmente la zona horaria UTC+02:00, conocida como hora de Europa oriental. El horario de verano se intentó por primera vez en 1942, pero se abandonó por considerarse poco útil. Este se reintrodujo en 1981 para que la zona horaria de Finlandia siempre estuviera alineada con los países vecinos. En 2017, el parlamento finlandés votó a favor de propuestas que instaban a la Unión Europea a considerar la abolición del horario de verano.
La zona horaria de Finlandia es mantenida por el Centro de Investigación Técnica de Finlandia (VTT por sus siglas en finés) y el Centro de Metrología y Acreditación. Al usar relojes atómicos, se aseguran de que los dispositivos oficiales de cronometraje en Finlandia no se atrasen. La alta latitud de Finlandia implica que en verano las noches son cortas, y el horario de verano no tiene impacto en la población. El extremo norte de Finlandia se encuentra dentro del círculo polar ártico y tiene una noche polar que dura 51 días y un sol de medianoche que dura 73 días, mientras que las localidades más al sur de Finlandia experimentan menos de seis horas de luz solar en invierno y un promedio de 20 horas de luz solar en verano. El país utiliza la notación de reloj de 24 horas.

## Historia
Antes del siglo XIX, no había necesidad de una zona horaria única en toda Finlandia, y cada localidad seguía su propio tiempo solar. Esto significaba que si eran las 12:00 en Helsinki, los horarios locales en otras localidades variarían desde las 11:40.02 en Mariehamn, Åland, hasta las 12:10.53 en Kuopio, Savonia del Norte. El ferrocarril requería horarios más precisos que los medios de transporte anteriores, como los barcos de vela y las diligencias. El telégrafo, que permitía la comunicación casi en tiempo real, también hacía inconveniente que cada lugar observara su propio tiempo solar.
La primera línea ferroviaria en Finlandia (el ferrocarril Hämeenlinna-Helsinki) se inauguró en 1862. Sus horarios se registraban en una hora media común, medido en el Observatorio Universitario de Helsinki a partir del tiempo medio de UTC+01:39:49.2, conocido como "hora de Helsinki". A mediodía, se soltaba una bola y su caída se observaba ópticamente en la estación de tren y se ajustaba el reloj en consecuencia. Si llovía, lo que impediría que la bola se viera desde tan lejos, el mediodía también se anunciaba con un disparo de cañón. La hora correcta se retransmitía a las demás estaciones a través del telégrafo eléctrico, que se había introducido en Finlandia en 1854. En el ferrocarril Riihimäki-San Petersburgo, inaugurado en 1870, se utilizaba la hora de Helsinki hasta Kaipiainen, justo al este de Kouvola. En 1882, se organizaron sincronizaciones de relojes con la hora de Helsinki por teléfono entre el Instituto Meteorológico de Finlandia y el Instituto Meteorológico Nacional de Suecia para realizar convenientemente mediciones geomagnéticas.
La Conferencia Internacional del Meridiano celebrada en Washington D. C., en octubre de 1884 dividió el mundo en 24 meridianos, cada uno cubriendo 15 grados de longitud. Cada meridiano tenía una desviación horaria del tiempo medio de Greenwich en el Reino Unido (que se acordó como el meridiano cero en la conferencia), que iba desde GMT−12:00 al oeste hasta GMT+12:00 al este. Sin embargo, esto no se implementó de inmediato en la mayoría de los países, incluida Finlandia. En octubre de 1893, la mayoría de los ferrocarriles de Europa adoptaron las desviaciones GMT (también llamada hora de Europa occidental), GMT+01:00 (hora de Europa central) y GMT+02:00 (hora de Europa oriental). La implementación de esto fue supervisada por la Asociación Ferroviaria Estadounidense. Entre 1893 y 1895, varios países de Europa adoptaron horas estándar que correspondían a una de estas tres zonas horarias, pero Finlandia no lo hizo.
En 1888, la Dieta de Finlandia solicitó al emperador Alejandro III de Rusia (Finlandia era en ese momento una parte autónoma del Imperio ruso) que se estableciera la hora de Helsinki como estándar en toda Finlandia. Alejandro pensó que era suficiente que los ferrocarriles tuvieran su hora estándar. En 1897, el gobierno propuso una segunda moción para una hora estándar, con la adopción de la hora de Europa oriental como la hora estándar más cercana a la hora de Helsinki. Sin embargo, nuevamente no tuvo éxito, ya que la Dieta consideró que cambiar a la propuesta GMT+02:00 sería recibido con protestas por parte de los ferrocarriles que usaban la hora de Helsinki, y, en consecuencia, resultaría en que simultáneamente se usaran dos zonas horarias. Sin embargo, a medida que aumentaba el alcance de las telecomunicaciones, la hora de Helsinki se extendió a su uso común en todo el país, ya que hacía las comunicaciones más convenientes. Finlandia se independizó en 1917, y a finales de 1919, la Sociedad Geográfica de Finlandia presentó una propuesta al gobierno para que Finlandia adoptara la hora de Europa oriental. El gobierno estuvo de acuerdo, y el 12 de marzo de 1920, el ministro de Justicia decretó que a partir del 1 de mayo de 1921 la hora estándar de Finlandia sería la hora de Europa oriental. El 30 de abril de 1921, a medianoche en la Noche de Walpurgis, la hora oficial se adelantó 20 minutos y 10.9 segundos a la hora de Europa oriental, convirtiéndose en la zona horaria estándar para el país. El cambio de hora se realizó sin problemas y no hubo objeciones importantes por parte de los finlandeses. Los ferrocarriles se adaptaron fácilmente al cambio.

### Propuesta de 1929 para adoptar la hora de Europa central
Entre finales de la década de 1920 y mediados de la década de 1930, el desarrollo de las conexiones ferroviarias y telegráficas aumentó la comunicación entre Finlandia y sus vecinos occidentales. La observancia de la hora de Europa oriental por parte de Finlandia, mientras que otros países al oeste usaban la hora de Europa central en GMT+01:00, causaba dificultades para algunas empresas, como diferenciar los horarios de oficina, lo que resultaba en inconvenientes al realizar conexiones telefónicas. En junio de 1929, la Junta de Correos y Telégrafos de Finlandia propuso al gobierno finlandés que la hora estándar de Finlandia se cambiara a la hora de Europa central. La propuesta no obtuvo apoyo, ya que la Cámara de Comercio de Ostrobotnia emitió una declaración en septiembre argumentando que las empresas finlandesas se estaban adaptando adecuadamente a las dos zonas horarias.
El posible cambio de zona horaria se discutió en la Conferencia europea sobre Horarios en Estocolmo en octubre de 1937, donde los representantes de Finlandia, junto con Estonia y Letonia, acordaron presentar la propuesta para la transición a la hora de Europa central a sus respectivos gobiernos. Las reacciones iniciales de los finlandeses a la propuesta fueron positivas, pero la propuesta fue desechada después de que la Sociedad Médica Finlandesa Duodecim argumentara que desalinearía el tiempo biológico y provocaría efectos perjudiciales para la salud. La Junta de Correos y Telégrafos de Finlandia también retiró su propuesta original de 1929, y el Ministerio de Transporte rechazó la propuesta.

### Introducción del horario de verano
El horario de verano se intentó por primera vez el 2 de abril de 1942, después de que la Sociedad Médica Finlandesa Duodecim afirmara que cambiar el horario de verano proporcionaría beneficios económicos (la luz más tardía en las tardes significa menos consumo de energía) y limitaría el consumo de alimentos. El reloj se adelantó una hora a las 24:00 y se retrasó nuevamente el 4 de octubre a la 01:00, pero el gobierno no encontró útil el horario de verano y su adopción fue abandonada. En 1980, los otros países nórdicos introdujeron el horario de verano, en línea con la directiva de la Comunidad Económica Europea, al igual que la Unión Soviética en 1981. Para evitar la perturbación de los cambios en las diferencias horarias con el resto de Europa, el horario de verano se reintrodujo en Finlandia en 1981, que se observó desde las 02:00 EET del último domingo de marzo hasta las 03:00 EET del último domingo de octubre, siguiendo el mismo calendario que los otros países nórdicos y la Unión Soviética para que sus zonas horarias siempre estuvieran alineadas. Desde 1983, el cambio se ha realizado una hora más tarde. Cuando Finlandia se unió a la Unión Europea (sucesora de la Comunidad Económica Europea) en 1995, continuó manteniendo el horario de verano en línea con dicha directiva y ahora está obligada por la ley de la Unión Europea a seguirla. La regulación gubernamental actual que estipula que se siga la directiva de la Unión Europea entró en vigor en 2001.

## Horario de verano
Finlandia aplica el horario de verano adelantando el reloj una hora desde la hora de Europa oriental en UTC+02:00 a la hora de verano de Europa del Este en UTC+03:00 a las 03:00 EET del último domingo de marzo y atrasándolo a las 04:00 EET del último domingo de octubre. Finlandia aplica el horario de verano desde 1981. La elevada latitud de Finlandia hace que en verano las noches sean cortas (en Helsinki, en julio, sólo hay cinco horas entre la puesta y la salida del sol), por lo que el horario de verano no afecta a la población. En primavera y otoño sí lo tiene (Helsinki experimenta entre 13 y 18 horas de luz solar en primavera y entre 11 y 6 horas en otoño), además de la ventaja de mantener la hora coordinada con otros países.

### Propuestas para poner fin al horario de verano
En 2017, el Parlamento finlandés votó a favor de unas propuestas que instaban a la Unión Europea a considerar la abolición del horario de verano, y una petición ciudadana de ese mismo año en la que se pedía al Estado que abandonara esta práctica recibió 70.000 firmas. En ese momento, la Comisión Europea la estaba revisando. El 8 de febrero de 2018, el Parlamento Europeo votó a favor de pedir a la Comisión Europea que volviera a evaluar el horario de verano en Europa, y el 12 de septiembre de 2018 la Comisión Europea decidió proponer el fin del horario de verano, que derogaría así la Directiva 2000/84/CE. Para que esto entrara en vigor, se requería que tanto el Consejo de la Unión Europea como el Parlamento Europeo aprobaran la propuesta. El 4 de marzo de 2019, el Comité de Transporte y Turismo del Parlamento Europeo aprobó la propuesta de la Comisión, con una fecha de inicio prevista que se pospondría hasta 2021 como pronto para garantizar una transición sin problemas. Esta decisión fue confirmada posteriormente por el Parlamento Europeo el 26 de marzo.
En marzo de 2022, aún no se había obtenido la aprobación del Consejo de la Unión Europea, ya que la Unión Europea estaba preocupada por la pandemia COVID-19. En caso de que se pusiera fin a esta práctica, se desconoce si Finlandia decidiría permanecer en el horario de invierno permanente (UTC+02:00) o en el horario de verano permanente (UTC+03:00). Yle, la compañía nacional de radiodifusión de Finlandia, ha declarado que el Gobierno primero recabaría opiniones de expertos y consultaría al público antes de implementar cambios. Una encuesta de 2018 realizada por el Ministerio de Justicia, que recibió más de 120.000 respuestas en sus primeras 24 horas, reveló que una pequeña mayoría estaba a favor de observar el horario de invierno permanente sobre el horario de verano permanente, y una petición de 2019 para aplicar el horario de verano permanente recibió 50.000 firmas.

## Geografía y hora solar

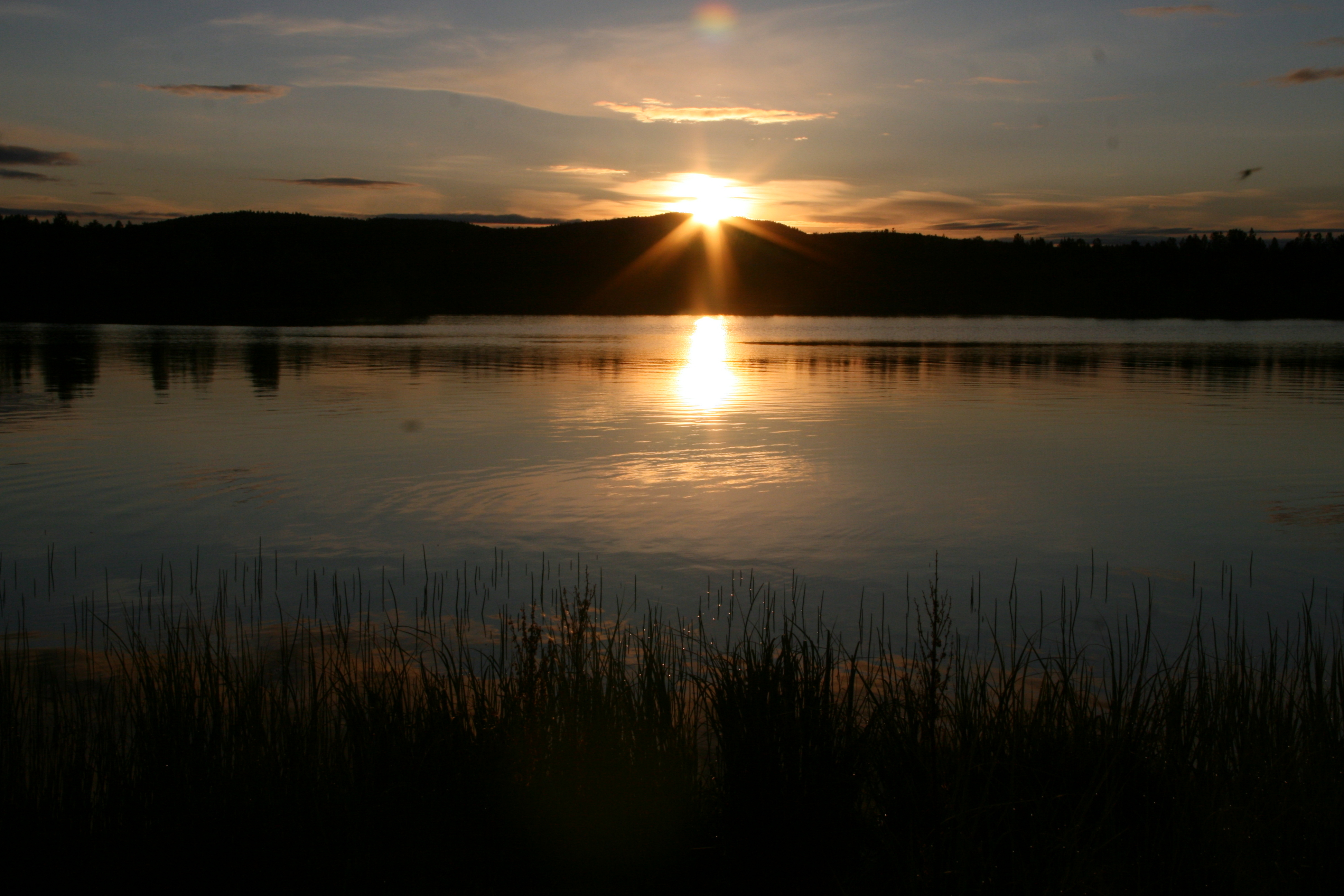
Sol de medianoche en Inari, norte de Finlandia.

La mayor parte de Finlandia se encuentra dentro del desplazamiento geográfico UTC+02:00. La costa suroccidental de Finlandia, incluida la ciudad de Turku, la parte más noroccidental de Finlandia, incluidos los pueblos de Kilpisjärvi y Kaaresuvanto, y Åland están situados al oeste de 22°30' Este, y se encuentran dentro del desfase geográfico UTC+01:00. El meridiano estándar de Finlandia está situado en el meridiano 30º este. La zona más septentrional de Finlandia se encuentra dentro del círculo polar ártico y tiene una noche polar de 51 días y un día polar de 73. Todas las localidades al norte de Sodankylä (67°25'N) experimentan la noche polar. Las localidades más meridionales de Finlandia experimentan menos de seis horas de luz diurna en invierno y una media de 20 horas de luz diurna en verano. En Muotkavaara, un tripunto fronterizo (Finlandia, Noruega y Rusia), en el que confluyen tres husos horarios durante el horario de invierno de Finlandia: La hora de Europa central (UTC+01:00) en Noruega, la hora de Europa oriental (UTC+02:00) en Finlandia y la hora de Moscú (UTC+03:00) en Rusia.
     Tiempo estándar      Horario de verano
| Horarios del amanecer y del anochecer en Helsinki, Finland        | Horarios del amanecer y del anochecer en Helsinki, Finland | Horarios del amanecer y del anochecer en Helsinki, Finland | Horarios del amanecer y del anochecer en Helsinki, Finland | Horarios del amanecer y del anochecer en Helsinki, Finland | Horarios del amanecer y del anochecer en Helsinki, Finland | Horarios del amanecer y del anochecer en Helsinki, Finland | Horarios del amanecer y del anochecer en Helsinki, Finland | Horarios del amanecer y del anochecer en Helsinki, Finland | Horarios del amanecer y del anochecer en Helsinki, Finland | Horarios del amanecer y del anochecer en Helsinki, Finland | Horarios del amanecer y del anochecer en Helsinki, Finland | Horarios del amanecer y del anochecer en Helsinki, Finland |
| Mes                                                               | En                                                         | Feb                                                        | Mar                                                        | Abr                                                        | May                                                        | Jun                                                        | Jul                                                        | Ago                                                        | Set                                                        | Oct                                                        | Nov                                                        | Dic                                                        |
| ----------------------------------------------------------------- | ---------------------------------------------------------- | ---------------------------------------------------------- | ---------------------------------------------------------- | ---------------------------------------------------------- | ---------------------------------------------------------- | ---------------------------------------------------------- | ---------------------------------------------------------- | ---------------------------------------------------------- | ---------------------------------------------------------- | ---------------------------------------------------------- | ---------------------------------------------------------- | ---------------------------------------------------------- |
| Amanecer                                                          | 09:24                                                      | 08:35                                                      | 07:19                                                      | 06:46                                                      | 05:18                                                      | 04:08                                                      | 04:00                                                      | 04:59                                                      | 06:14                                                      | 07:25                                                      | 07:43                                                      | 08:56                                                      |
| Puesta de sol                                                     | 15:24                                                      | 16:33                                                      | 17:47                                                      | 20:04                                                      | 21:19                                                      | 22:29                                                      | 22:47                                                      | 21:52                                                      | 20:25                                                      | 18:53                                                      | 16:24                                                      | 15:22                                                      |
| Luz del día                                                       | 6                                                          | 8                                                          | 10.5                                                       | 13.3                                                       | 16                                                         | 18.3                                                       | 18.7                                                       | 16.8                                                       | 14.1                                                       | 11.4                                                       | 8.6                                                        | 6.4                                                        |
| Fuente: Oficina Nacional de Administración Oceánica y Atmosférica |                                                            |                                                            |                                                            |                                                            |                                                            |                                                            |                                                            |                                                            |                                                            |                                                            |                                                            |                                                            |

## Mantenimiento

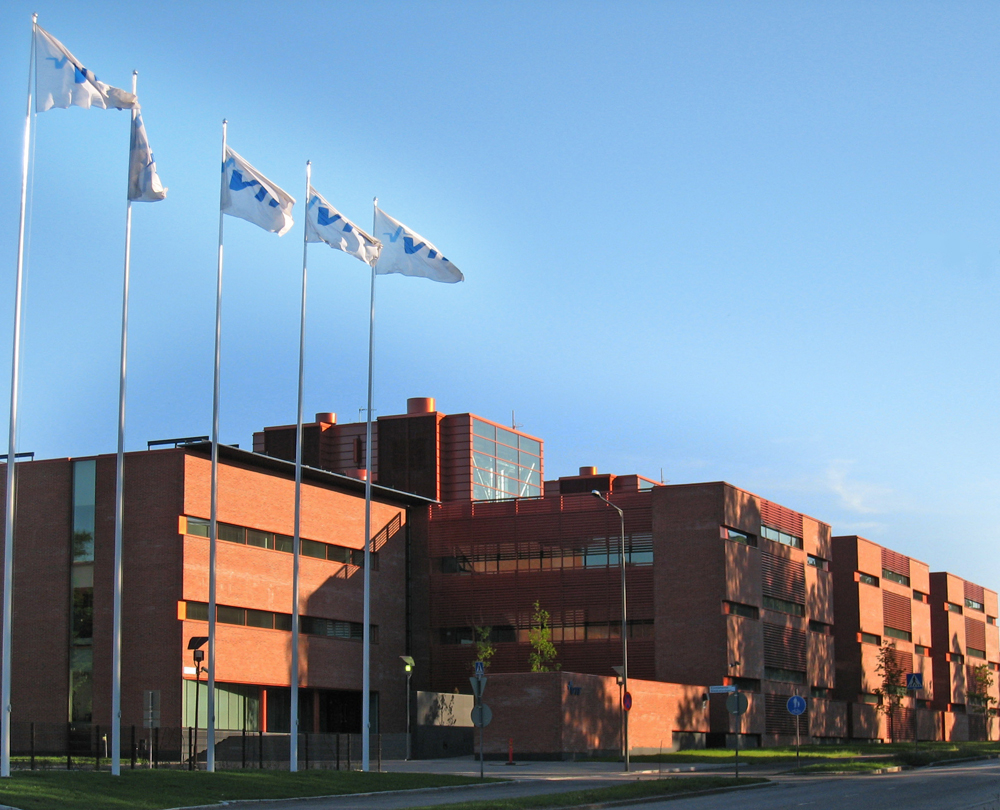
El Centro de Investigación Técnica VTT de Espoo mantiene la hora oficial de Finlandia.

El Centro de Investigación Técnica VTT de Finlandia y el Centro de Metrología y Acreditación son los responsables de aplicar los segundos intercalares a la zona horaria de Finlandia, siguiendo la Oficina Internacional de Pesas y Medidas definida por la Unión Internacional de Telecomunicaciones. Finlandia adoptó el tiempo universal coordinado (UTC) en 1972 para aplicar estos segundos intercalares y permanecer en el tiempo atómico correcto de la rotación de la Tierra. Desde el primer segundo intercalar de Finlandia, que tuvo lugar el 30 de junio de 1972, se han implementado 28 más, que han tenido lugar el 30 de junio o el 31 de diciembre, el último de ellos el 31 de diciembre de 2016. El VTT también transmite una señal horaria de alta precisión producida por seis relojes atómicos que mantienen el huso horario oficial de Finlandia a una frecuencia de 25 megahercios para garantizar que los dispositivos de cronometraje oficiales de Finlandia no se retrasen. Desde finales de 2009, la hora oficial de la VTT se ha mantenido dentro de los 30 nanosegundos de la UTC. Además, la VTT también es responsable de la sincronización de relojes en las redes informáticas conectadas a través de Internet, basándose en el Network Time Protocol (NTP), que cuenta con el apoyo del Ministerio de Hacienda, y toma la hora directamente de otras fuentes externas, ya sea GPS, un reloj atómico o un reloj BIOS. Aunque el protocolo está diseñado para tener en cuenta la latencia variable entre redes, la precisión de la sincronización horaria sigue dependiendo en última instancia de la velocidad y el ancho de banda de la conexión a Internet de una red. Como ejemplo, VTT señaló que una conexión de red a una velocidad de 100 Mbit/s da lugar a un retraso de 0,0001 segundos entre la hora oficial de Finlandia y la que se muestra en un ordenador. La precisión empeora con velocidades de conexión más lentas y ancho de banda retrasado.

## Notación
En la escritura finlandesa se utiliza la notación de reloj de 24 horas. Se utiliza un punto inicial como separador normalizado y recomendado entre la hora y el minuto (por ejemplo, «15.07» u «8.27»). El uso de dos puntos también es habitual, especialmente en relación con las telecomunicaciones y los relojes digitales, pero no se recomienda en un texto normal. La medianoche se escribe como «24.00». La notación para las horas dentro de la primera hora del día comienza con un cero (por ejemplo, «0.15»). No se utilizan ceros a la izquierda (por ejemplo, no «09»). Si se necesita una mayor precisión, los segundos se añaden utilizando el mismo símbolo que el empleado para separar las horas de los minutos (por ejemplo, «1.27.36»). Las fracciones de segundo se añaden utilizando la coma como separador (por ejemplo, «1.27.36,30»). Para los intervalos de tiempo, se utiliza un guion (p. ej., «12–21» para las 12.00 hasta las 21.00).
En un texto normal, la hora también puede escribirse utilizando el reloj de 12 horas, con las aclaraciones necesarias (por ejemplo, nueve de la mañana: mañana+nueve → «aamuyhdeksältä»). La práctica en sueco es similar. Finlandia utilizaba anteriormente el reloj de 12 horas, pero cambió a la hora de 24 horas en 1928 para cumplir con el acuerdo de la Conferencia de Horarios sobre los Ferrocarriles Europeos de 1926 para la universalización de los horarios en todos los ferrocarriles.

## Base de datos de husos horarios de IANA
En la base de datos de husos horarios de IANA, Finlandia tiene dos zonas en el archivo zone.tab: Europe/Helsinki y Europe/Mariehamn para Åland. «AX» y “FI” se refieren a los códigos de país ISO 3166-1 alfa-2 del país, el primero para Åland y el segundo para el país en general. La siguiente tabla muestra datos extraídos directamente de zone.tab de la base de datos de husos horarios de IANA. Las columnas marcadas con * son las columnas del propio zone.tab:
| c.c.* | Coordinadas* | TZ*              | Comentario | Desplazamiento (UTC) | DST    |
| ----- | ------------ | ---------------- | ---------- | -------------------- | ------ |
| FI    | +6010+02458  | Europa/Helsinki  |            | +02:00               | +03:00 |
| AX    | +6006+01957  | Europa/Mariehamm |            | +02:00               | +03:00 |

Los ordenadores que no sean compatibles con «Europa/Helsinki» o «Europa/Mariehamn» pueden utilizar la sintaxis POSIX más antigua: TZ="EET-2EEST,M3.5.0/3,M10.5.0/4".